# Vicente Sanchís y Guillén
Vicente Sanchís y Guillén (Valencia, 1849-Madrid, 1907) fue un militar, escritor y político español.

## Biografía
Nació en 1849 en Valencia.  Teniente coronel de artillería, fue diputado a Cortes y autor de numerosas obras dramáticas y novelescas, además de redactor o colaborador de El Clamor, El Nacional, El Día, La Correspondencia Militar y otros periódicos, donde usó firmas como «Miss-Teriosa» y «Sanderson». Colaboró también en Barcelona Cómica y otros periódicos de provincias. Falleció en 1907 en Madrid.